# Costa Jurásica

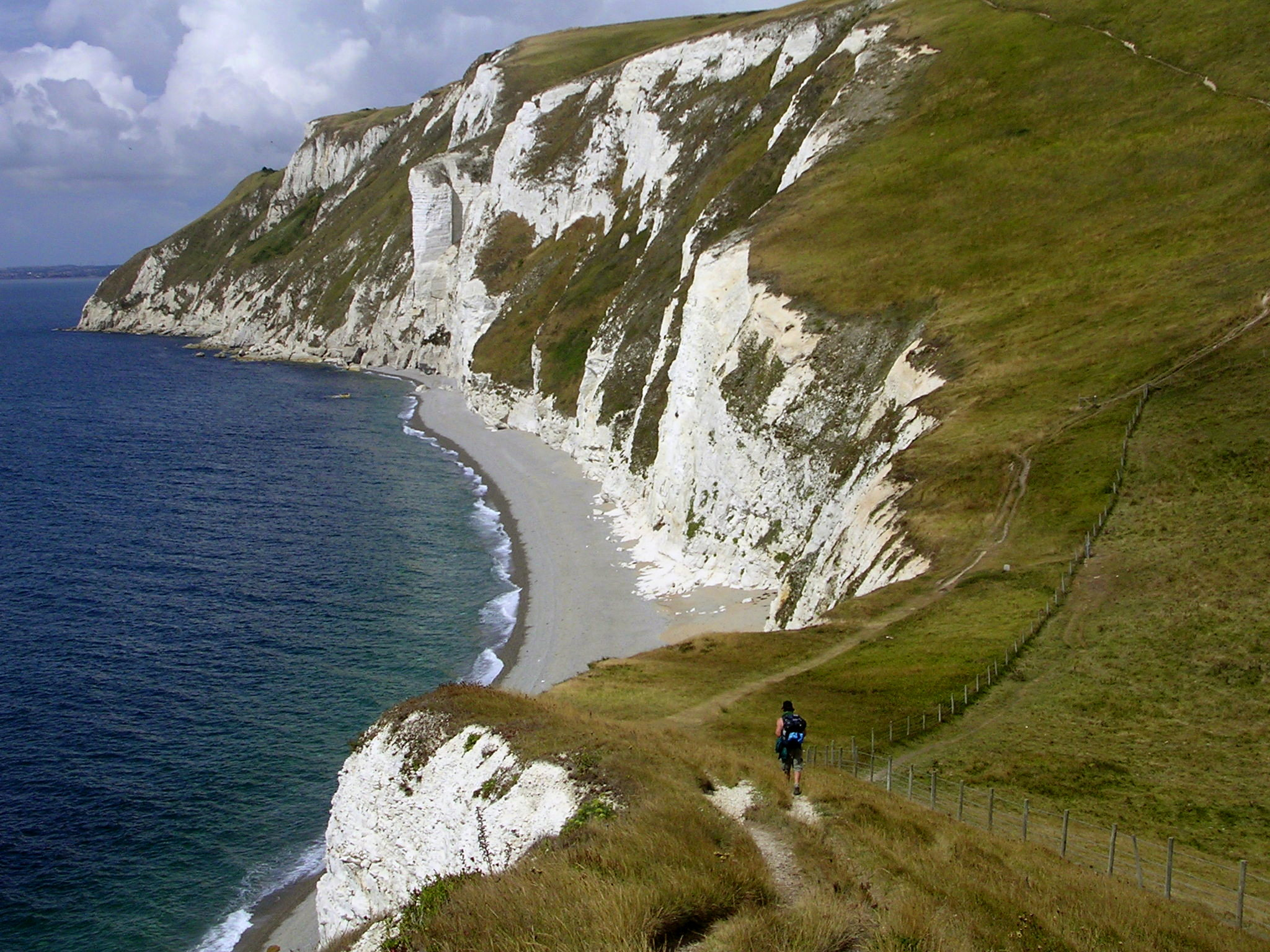
Acantilados de Dorset en la Costa Jurásica

La Costa Jurásica (en inglés: Jurassic Coast), declarada Patrimonio de la Humanidad por la Unesco, se ubica en el sur de Inglaterra, sobre el canal de la Mancha. Se extiende por 153 km de costas importantes por su geología y accidentes geográficos, desde Orcombe Point, cerca de Exmouth, en el este de Devon, hasta las Old Harry Rocks, cerca de Swanage, en el este de Dorset. Designada como tal en 2001, la Costa Jurásica es el segundo Patrimonio de la Humanidad natural en el Reino Unido. La totalidad de su extensión puede ser recorrida a través del Sendero de la Costa Sudoeste.